# 遠藤織枝
遠藤 織枝（えんどう おりえ、1938年 - ）は、日本の言語学者。元文教大学教授。

## 人物・来歴
岐阜県生まれ。1961年、お茶の水女子大学国文科卒。1977年、同大学院人文科学研究科博士課程中退。2003年、「中国女文字研究」でお茶の水女子大学より博士（人文科学）を取得。
文教大学教授を務め、2009年に退職。日本語学・日本語教育専攻。1988年、エイボン女性年度賞受賞。2017年、文化庁長官表彰。

## 著書
- 『気になる言葉 日本語再検討』南雲堂 1987 叢書・ことばの世界
- 『中国の女文字 伝承する中国女性たち』三一書房 1996
- 『女のことばの文化史』学陽書房 1997 陽selection
- 『気になります、この「ことば」』小学館ジェイブックス 1998
- 『中国雲南摩梭族の母系社会』勉誠出版 2002 遊学叢書
- 『中国女文字研究』明治書院 2002
- 『視覚障害者と差別語』明石書店 2003
- 『昭和が生んだ日本語 戦前戦中の庶民のことば』大修館書店 2012

### 共著・編著
- 『女性の呼び方大研究 ギャルからオバさんまで』編 三省堂 1992
- 『概説日本語教育』編 三修社 1995
- 『颯爽たる女たち 明治生まれーことばで綴る100年の歴史』小林美恵子、高崎みどり共著 梨の木舎 1999 教科書に書かれなかった戦争・らいぶ
- 『女とことば 女は変わったか日本語は変わったか 壽岳章子さんの喜寿を記念して』編 明石書店 2001
- 『日本語教育を学ぶ その歴史から現場まで』編 三修社 2006
- 『ことばとジェンダーの未来図 ジェンダー・バッシングに立ち向かうために』編著 明石書店・明石ライブラリー 2007
- 『三省堂現代新国語辞典』第3版 市川孝、見坊豪紀、進藤咲子、西尾寅弥共編 三省堂 2007
- 『中国人学生の綴った戦時中日本語日記』黄慶法共編著 ひつじ書房 2007
- 『消えゆく文字中国女文字の世界』黄雪貞共編著 三元社 2009
- 『世界をつなぐことば ことばとジェンダー/日本語教育/中国女文字』小林美恵子、桜井隆共編著 三元社 2010
- 『日本語は美しいか 若者の母語意識と言語観が語るもの』桜井隆共編著 三元社 2010
- 『日本語を学ぶ人の辞典』新訂 阪田雪子監修 遠藤編集主幹 にほんごの会企業組合編 新潮社 2011